# Дејан Јелача
Дејан Јелача (Јагодина, 7. јун 1979) српски је глумац, аутор и водитељ ТВ емисије 30 минута. Јелача тринаест година живи и ради у Њујорку.

## Филмска каријера
Дејан Јелача је прву улогу добио 1998. у ТВ серији Канал Мимо, па наредну тек 2010. године у популарној серији Приђи ближе, где је играо Дејана Ракића и био запажен међу српском публиком. Будући да се 2004. преселио у Њујорк, Јелача је остварио неколико улога у америчким продукцијама: у кратким филмовима Blossoms of Faith и American Rouge, као и веће улоге у документарној серији A Crime to Remember и у крими мистерији Elementary, поред Луси Лу. Својим највећим глумачким достигнућем сматра улогу краља Александра Карађорђевића, која му је поверена у другој сезони серије Заборављени умови Србије.
Дејан Јелача се неко време бавио и синхронизацијом америчких документарних филмова NBC продукције, за источноевропско говорно подручје, као и моделингом.
Увршћен је у „Енциклопедију националне дијаспоре”, коју уређује Иван Калаузовић Иванус.

## „30 минута“
До јануара 2016. године изашло је чак шест сезона Јелачине ауторске ТВ емисије 30 минута, која је осмишљена као получасовни дијалог између водитеља и госта, у којем се госту неретко допусти да произвољно одабере тему разговора. Људи које позива у емисију су, како тврди, не увек и најпопуларније личности у земљи, али обавезно призната имена у својој професији. 30 минута емитује се на АРТ каналу, и како Дејан додаје, ту ће се емитовати и даље.
У емисији су гостовали: Милена Дравић, Ружица Сокић, Љиљана Благојевић, Љиљана Стјепановић, Ева Рас, Светозар Цветковић, Тања Бошковић, Верица Ракочевић, Весна Дедић, Небојша Глоговац, Бранислав Лечић, Јован Ћирилов, Наташа Нинковић и други.

## Приватни живот
Поред тога што је дипломирао на Академији уметности у Београду, о приватном животу Дејана Јелаче не зна се много, осим да, како каже у Њујорку живи свој сан. Он је често истиче да му је живот у Сједињеним Америчким Државама у почетку био тежак, али да је елан и мотивацију да издржи непрестано добијао од својих пријатеља и породице.
Најпознатији међу Дејановим холивудским пријатељима су Адријана Лима, Миранда Кер и Хајди Клум.

## Улоге
| Год.       | Назив                       | Улога                          |
| ---------- | --------------------------- | ------------------------------ |
| 2016.      | (кратки филм)               | Артур                          |
| 2015—2016. | Заборављени умови Србије    | краљ Александар I Карађорђевић |
| 2015.      | (кратки видео)              | писац са епилепсијом           |
| 2014.      | (документарна ТВ серија)    | полицајац у Остину             |
| 2012—      |                             | ФБИ агент Брајан               |
| 2010.      | Приђи ближе (ТВ серија)     | Деки/Дејан Ракић               |
| 2008.      | (кратки документарни филм)  | као Дејан Јелача               |
| 1999.      | Породично благо (ТВ серија) | Радник у спортској продавници  |
| 1998.      | Канал мимо (ТВ серија)      | ветеринар                      |